# Киргизы в Пакистане
Киргизы в Пакистане (кирг. Пакистандык кыргыздар) — один из тюркских по происхождению народов Исламской Республики Пакистан. Общая численность — свыше 250 человек.

## История
В 1926 группа киргизов во главе с Жаныбек-казы, всего около 100 человек (семья Жаныбек-казы и родственники), бежала из окрестностей расположенного в Ферганской долине города Узгена в Киргизской АССР в Британскую Индию, где поселились в высокогорной долине Ишкуман, в северо-западной части современной пакистанской провинции Гилгит-Балтистан. Долина не была густо заселена, так как местное земледельческое население проявляло мало интереса к высокогорным лугам, расположенным на высотах более 3 тыс. метров. Впоследствии киргизы, находясь под культурным влиянием окружающего населения, перешли к оседлости — земледелию и торговле.

## Интеграция
По мере роста населения страны и усиления роли городов (в первую очередь Гилгита) как мест торговли и товарообмена, потомки прибывших киргизов начали активно интегрироваться в местные сообщества. Многие их потомки теперь занимаются животноводством, торговлей и земледелием, выращивая ячмень, пшеницу, просо и другие культуры. Также, в отличие от более замкнутых ваханских киргизов Афганистана, большинство пакистанских киргизов утратило родной язык, перейдя на урду. Несмотря на это, они сохраняют киргизское этническое самосознание и национальную одежду.

## Расселение
В современном Пакистане два почти полностью киргизских кишлака — Иммит и Варгат — с населением около 120 человек, расположены в долине Ишкоман. Помимо этого, 15 семей проживают также в г. Гилгит, около 10 семей живут в бывшей столице Пакистана – городе Равалпинди.

## Внешние связи
Пакистанские киргизы оказывали и оказывают гуманитарную помощь афганским киргизам, часть которых пришла в Гилгит накануне их переезда в Турцию в 1978-1982 гг. Известный пакистанский предприниматель киргизского происхождения Мухаммад Захид Жаныбек также поддерживает деловые и личные связи с Бишкеком. При его поддержке, в 2000-е годы в Кыргызстан вернулось 3 семьи пакистанских киргизов.

## Дополнительные факты
Знаменитый русский художник Николай Рерих в своей книге "Алтай-Гималаи" подробно описал жизнь киргизов, обитавших у подножья гор Каракорум. Его сын Юрий Рерих также упомянул киргизов в своей книге "По тропам Срединной Азии".